# 미즈타니 마사토시
미즈타니 마사토시(일본어: 水谷 允俊, 1987년 7월 7일 ~ )는 일본의 전 축구 선수이다.

## 구단 경력
과거 FC 기후에서 활동하였다.